# Tratado de Zara
O Tratado de Zadar ou Tratado de Zara, foi um acordo entre a República de Veneza e a Hungria assinado em 1358, que pôs fim à guerra que haviam sustentado entre 1356 e 1358.

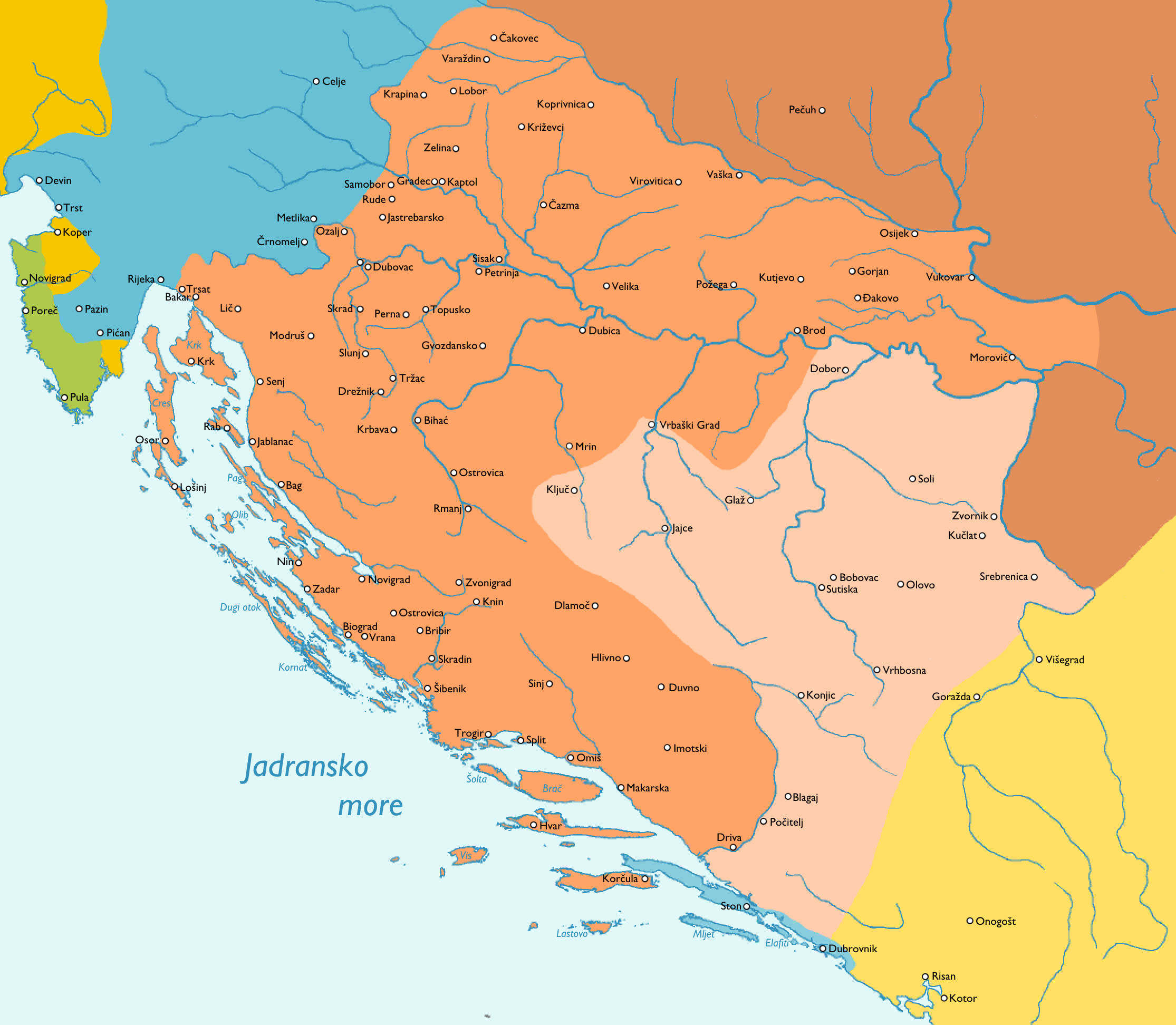
Tratado de Zadar
Reino da Hungria
Reino da Croácia
Banato da Bósnia
terras dos Habsburgos
Patriarcado de Aquileia
República de Veneza
República de Ragusa
Império Sérvio

O Doge de Veneza, Giovanni Gradenigo, morreu em 1356 e foi sucedido por Giovanni Delfino. Os húngaros invadem a Dalmácia, onde os venezianos tinham fortes interesses. Os húngaros ocupam a parte oriental da Herzegovina, que pertencia à Bósnia, e permitem que o líder local Vojislav Vojinović assuma o título de conde na parte ocidental da Herzegovina. No ano seguinte, os húngaros se instalam em Zara (Zadar) e outras cidades da Dalmácia, até então sob domínio veneziano.

## Consequências
Por este tratado, Veneza cede a costa da Dalmácia do Quarnero a Durazzo, e o Doge veneziano, consequentemente, renuncia ao título de Doge da Dalmácia.
O tratado foi assinado no Claustro do Mosteiro de São Francisco e com base nos termos do acordo, a região de Dubrovnik e Zadar ficaram sob o domínio do Rei da Hungria e da Croácia. Marcou a ascensão da República de Ragusa como um estado independente e bem sucedido. O mesmo não pode ser dito de Zadar, pois mais tarde foi vendido de volta a Veneza por Ladislau de Nápoles.
Como resultado do tratado de paz, Veneza teve que dar todas as suas posses na Dalmácia ao rei, desde o Kvarner até a baía de Kotor, mas poderia manter a costa da Ístria e a região de Treviso. Também foi forçado a cancelar, no título de seu doge, qualquer referência à Dalmácia. No entanto, o tratado preservou a predominância naval de Veneza no Mar Adriático, pois o rei Luís aceitou não construir uma frota própria.
Luís e seu exército entraram triunfalmente em Zadar em 1358, concedendo amplos privilégios à nobreza de Zadar e erguendo a capital da cidade da Dalmácia.